# От заката до рассвета (Гравити Фолз)
«От заката до рассвета» (англ. The Inconveniencing) — 5 серия 1 сезона американского мультсериала «Гравити Фолз».

## Сюжет
Стэн Пайнс на время покидает Хижину Чудес, оставляя детей одних. При этом перед уходом он даёт им задание. Вэнди показывает тайный путь на крышу — дети залезают туда и развлекаются. Приезжают друзья Вэнди и она уезжает с ними. Диппер провожает её взглядом; Мэйбл понимает, что её брат влюблён.
На следующий день Диппер напрашивается на прогулку вместе с Вэнди и её друзьями. Все направляются в супермаркет «От заката до рассвета», который, по словам подростков, закрыт за то, что там были совершены убийства. Диппера обижает, что никто не верит в его ложь о том, что ему 13 лет, и все считают его ребёнком. Но он помогает ребятам пробраться в закрытый магазин и завоёвывает их уважение.
Все начинают рассматривать заброшенный супермаркет. Вэнди включает свет и начинаются бои едой. Мэйбл находит запрещённые в Америке «Улыбашки», объедается ими и начинает видеть очень яркие галлюцинации. Вэнди говорит Дипперу, что это потрясающий вечер, и все отлично проводят время. Тут Диппер идёт за льдом, и оттуда на него выглядывают очень страшные глаза охлаждающего монстра. Мальчик делает вид, что все нормально. Позже в отражении окна он видит, что все отражаются как скелеты. Тогда он пробует позвонить Стэну, но тот слишком увлечён просмотром фильма «Выбор графини» и не отвечает. Мэйбл также не может помочь Дипперу, так как все ещё находится под действием «Улыбашек».
Потом Робби находит место, где раньше лежали обведённые мелом трупы. Диппер ложится на обведённый мелом силуэт и начинаются странности. Подростки хотят покинуть магазин, но его двери закрываются. Диппер успокаивает всех и предлагает найти причину происходящего. Появляется призрак и вселяется в Мэйбл.
Диппер и Вэнди прячутся в шкафчике. Немного подумав, Диппер понимает причину происходящего — Призрак нападает на всех, кто ведёт себя, как типичный подросток. Диппер объясняет ему, что он ещё не подросток. Тогда призрак открывает свой истинный облик — Ма и Па Даскертон, которые рассказывают, что когда они были живы, подростки вечно их изводили. Ма и Па решили не пускать их в свой супермаркет, и те начали донимать их своим рэпом. Это шокировало Ма и Па, и их обоих сразил сердечный приступ. Диппер спрашивает, как он может помочь своим друзьям. Те просят станцевать для них смешной танец. Диппер выполняет просьбу и призраки исчезают. Вэнди говорит друзьям, что Диппер отлупил призраков. Подростки восхищены, что Диппер спас их.

## Вещание
В день премьеры эпизод посмотрело 3,55 млн человек.

## Отзывы критиков
Обозреватель развлекательного веб-сайта The A.V. Club Аласдер Уилкинс поставил эпизоду оценку «A», отметив, что «мультсериал, вероятно, никогда не будет откровенно страшным как этот эпизод, так как партитура композитора Брэда Брика и голос Кевина Майкла Ричардсона в роли одержимой Мэйбл является самой тревожной в сериале (на момент выхода эпизода)». По мнению критика, «главный урок эпизода не в том, что быть подростком плохо. Диппер отказывается от своей 13-летней личности не потому, что ему противен подростковый возраст, а потому, что это единственный способ спасти всех от пары безумных призраков». Критику понравился юмор в серии, например, момент, когда Мэйбл переходит в режим Гомера Симпсона, бегая по земле и издавая «Woop», что является самой прямой отсылкой к «Симпсонам». Также критик заявил о том, что анимация «здесь на высоте».